# Liste der Bürgermeister von Altenkirchen (Westerwald)

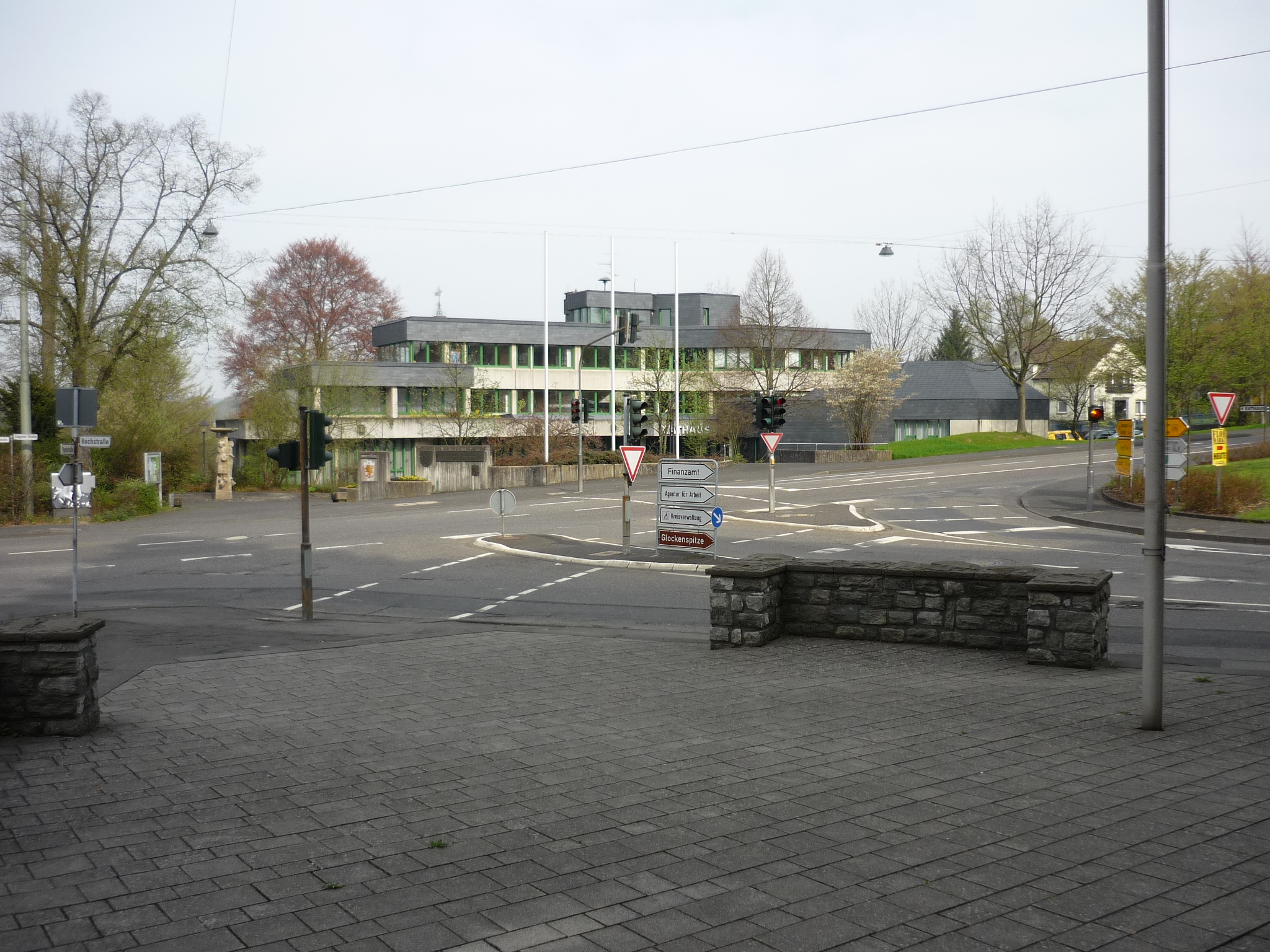
Sitz der Verbandsgemeinde Altenkirchen in der Rathausstraße

Die Liste der Bürgermeister von Altenkirchen (Westerwald) listet die namentlich bekannten Bürgermeister der Stadt und des Amts Altenkirchen sowie der späteren Verbandsgemeinde Altenkirchen.

## Bekannte Stadtbürgermeister (1683–1811)
| Amtszeit  | Name                      | Bemerkung |  |
| --------- | ------------------------- | --- |  |
| 1683      | Hermann Ernst Brenner     | Hermann Ernst Brenner amtiert 1683, die Dauer seiner Amtszeit ist unbekannt.                                      |  |
| 1741      | Friedrich Anton Hülpüsch  | F. A. Hülpüsch amtiert 1741, die Dauer seiner Amtszeit ist unbekannt.                                             |  |
| 1747      | Peter Weber               | |  |
| 1757      | Johann Gerhard Hasselbach | |  |
| 1763      | Johann Christoph Ebisch   | |  |
| 1767      | Johann Wilhelm Büßgen     | |  |
| 1808–1811 | Siegmund Pauly            | Siegmund Pauly ist am 21. Dezember 1811 noch verzeichnet. Wie lange er sein Amt bekleidete, ist bisher ungeklärt. |  |

## Bürgermeisterei Altenkirchen und Amt Altenkirchen (1817–1945)
Die Reihe der Bürgermeister von Altenkirchen beginnt in diesem Abschnitt in der Ära seit 1817 – unmittelbar nach dem Wiener Kongress – als aus dem bis 1815 bestehenden Amt Altenkirchen (Nassau)  die Bürgermeisterei Altenkirchen geschaffen wurde, die 1927 in Amt Altenkirchen umbenannt wurde, das bis zu den Gebietsreformen in Rheinland-Pfalz 1968 bestand.
| Amtszeit            | Amtsbürgermeister          | Stadtbürgermeister   | Bemerkung                                                             |
| ------------------- | -------------------------- | -------------------- | --------------------------------------------------------------------- |
| 1817–1820           | Johann Friedrich Imhäußer  | –                    | Das Ende der Amtszeit (14. September 1820) ist gleichzeitig Todestag. |
| 1820 bis mind. 1826 | Casper Heinrich Nörrenberg | –                    |                                                                       |
| 1845–1846           | Peter Bidgenbach           | –                    | kommissarische Ausübung                                               |
| 1846–1852           | Eduard Kedesdy             | –                    | 1846–1847 kommissarische Ausübung                                     |
| 1852–1885           | Friedrich Lietzmann        | Friedrich Lietzmann  |                                                                       |
| 1886–1902           | Michael Weber              | Michael Weber        |                                                                       |
| 1902–1918           | Max Schmidt                | Max Schmidt          |                                                                       |
| 1918–1919           | Max Schmidt                | Karl Trabert         |                                                                       |
| 1919                | Max Schmidt                | Wilhelm Dieckmann    |                                                                       |
| 1919                | Max Schmidt                | Heinrich Bellersheim |                                                                       |
| 1920                | Ludwig Blank               | Heinrich Bellersheim |                                                                       |
| 1921–1924           | Ludwig Blank               | Heinrich Bachmann    |                                                                       |
| 1924–1929           | Ludwig Blank               | Karl Schäfer         |                                                                       |
| 1929–1933           | Ludwig Blank               | Hermann Schmidt      |                                                                       |
| 1933–1936           | Ludwig Blank               | Adolf Jahn           |                                                                       |
| 1936–1945           | Ludwig Blank               | Ludwig Blank         |                                                                       |

## Amts- und Stadtbürgermeister / Bürgermeister der Verbandsgemeinde ab 1945
Die Sozialdemokraten stellten von 1952 bis 2022 ununterbrochen das Stadtoberhaupt: Emil Haas (1952–1971), Karlheinz Klöckner (1971–1992), Heijo Höfer (1992–2019) und schließlich bis 2022 Matthias Gibhardt. Zudem waren Haas, Klöckner und Höfer parallel in Personalunion als Amtsbürgermeister beziehungsweise Bürgermeister der Verbandsgemeinde tätig gewesen. Nach Gibhardts Abgang führte der Erste Beigeordnete Paul-Josef Schmitt (CDU) die Geschäfte, bis 2022 mit Ralf Lindenpütz (CDU) ein neuer Stadtbürgermeister gewählt wurde.
| Amtszeit  | Amtsbürgermeister           | Stadtbürgermeister | Bemerkungen | Bild |
| --------- | --------------------------- | ------------------ | --- | ---- |
| 1946      | Paul Nolden                 | –                  | Nolden amtierte von Februar bis März 1946 kommissarisch. |      |
| 1946      | Friedrich Schneider         | Karl Schäfer       | Schneider amtierte von April bis November 1946. |      |
| 1946–1950 | Christian Rörig             | Karl Schäfer       | Rörig amtierte vom 2. Dezember 1946 bis 28. Februar 1947 kommissarisch |      |
| 1950      | Wilhelm Franken             | –                  | Als erster Amtsbeigeordneter vertrat er von 1. Juni bis 23. Dezember 1950 kommissarisch.                                                                                              |      |
| 1950–1952 | Emil Haas                   | Friedrich Stöver   | |      |
| 1952–1971 | Emil Haas                   | Emil Haas          | Haase war Amts- und Stadtbürgermeister und ab 1968 Bürgermeister der Verbandsgemeinde                                                                                                 |      |
| 1971–1992 | Karlheinz Klöckner          | Karlheinz Klöckner | Verbandsgemeindebürgermeister |      |
| 1992–2016 | Heinz-Joachim (Heijo) Höfer | Heijo Höfer        | Höfer war von 2016 bis 2021 Mitglied des Landtages Rheinland-Pfalz. Im Amt des Bürgermeisters wurde er vom 1. bis 31. Dezember 2017 von Heinz Düber (erster Beigeordneter) vertreten. |      |
| 2018–2022 | Fred Jüngerich              | Matthias Gibhardt  | Jüngerich war letzter Bürgermeister der VG Altenkirchen); ab 1. Januar 2020 Bürgermeister der fusionierten Verbandsgemeinde Altenkirchen-Flammersfeld.                                |      |
| 2022–     | Fred Jüngerich              | Ralf Lindenpütz    | Stadtbürgermeister (als Nachfolger des im Mai 2022 zurückgetretenen Matthias Gibhardt ist seit September 2022 Ralf Lindenpütz.                                                        |      |